# Hospital de San José de Valladolid

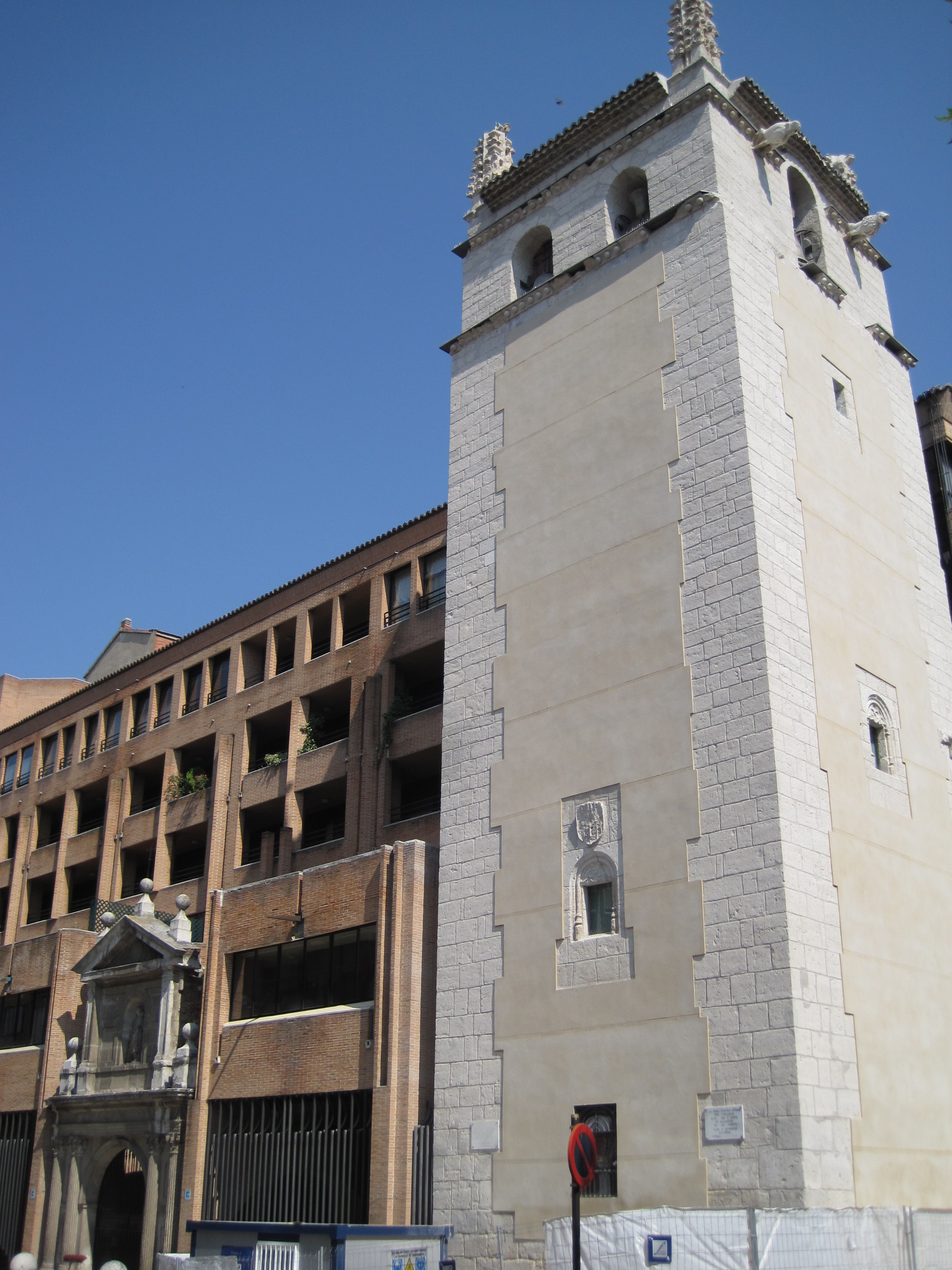
La iglesia de San Lorenzo, a la que el Hospital de San José estuvo vinculado desde su fundación.

El Hospital de San José, también conocido como Casa de Misericordia, Casa de Refugio u Orfanato de San José, fue una entidad dedicada a la recogida y cuidado de niños expósitos en la ciudad de Valladolid, comunidad autónoma de Castilla y León, España.

## Historia
Estaba regentado por la Cofradía de San José, fundada en 1540 por un grupo de vallisoletanos «viendo el daño que las malas mujeres hacían en echar los niños en los ríos, muladares y otras partes». El objetivo de la cofradía era recoger, criar y educar, bajo la protección de San José, a los niños abandonados en Valladolid y alrededores.
El Hospital se ubicaba en la calle de San Lorenzo, junto a la iglesia homónima. Para sufragar el mantenimiento de los niños expósitos, la cofradía inició representaciones teatrales, con gran éxito. Así, el 8 de octubre de 1574 la cofradía de San José obtuvo el permiso de aprovechamiento exclusivo de las representaciones teatrales por parte de las autoridades municipales. A raíz de este reconocimiento, la cofradía decidió construir un corral de comedias, situado en la calle de San Lorenzo y con puerta accesoria a la actual plaza de Martí y Monsó, contando para ello con el apoyo del cómico Alonso de Cisneros. Tenía un patio empedrado y buenos corredores para el público, con el correspondiente teatro propiamente dicho y el vestuario.
Dicho teatro fue reconstruido totalmente entre 1609 y 1611, bajo la iniciativa de Martín Sánchez de Aranzamendi, uno de los alcaldes de la cofradía. El teatro permaneció prácticamente inalterado hasta el siglo XIX, siendo propietario del mismo el Ayuntamiento de Valladolid desde la década de 1770, que hizo una pequeña obra para que la entrada principal estuviera en la plaza del Teatro (Martí y Monsó). En esta época ya era conocido como "Teatro de la Comedia".
Se mantuvo en uso durante buena parte del siglo XIX, aunque las representaciones cada vez fueron más esporádicas. En 1861 se ordenó suspender definitivamente toda representación en el teatro por la inseguridad del edificio y en 1862 el Teatro Lope de Vega asumió el papel de principal teatro de la zona. En 1866 se sacó a subasta el edificio, reabriéndolo los nuevos propietarios hacia 1880. Para 1900 ya solo se utilizaba como sala de bailes y tras ser demolido, el solar fue ocupado por el Gran Teatro, posterior Cine Coca.
El Hospital se mantuvo bajo dirección de la Cofradía hasta que entre 1850 y 1870 la nueva Ley de Beneficencia provocó que la Diputación de Valladolid asumiera la titularidad del mismo.

## El apellido San José
Los niños expósitos que llegaban al Hospital eran bautizados en la iglesia de San Lorenzo, recibiendo como apellido "San José". En la actualidad, la provincia de Valladolid es la provincia española en la que es más común este apellido, que es el 20.º más numeroso de la provincia.